# Karamoko Jean-Marie Traoré
Pour les articles homonymes, voir Traoré.
Karamoko Jean-Marie Traoré est un homme politique burkinabè né le 14 octobre 1972 à Nouna (Boucle du Mouhoun). Il est ministre des Affaires étrangères sous la présidence d'Ibrahim Traoré depuis décembre 2023.

## Biographie
Karamoko Jean-Marie Traoré naît le 14 octobre 1972 à Nouna, dans la Boucle du Mouhoun. Il fait ses études supérieures à l'université de Ouagadougou, où il obtient en 1998 une maîtrise en lettres (option géographie rurale). Il étudie ensuite la diplomatie au sein de l'École nationale d'administration et de magistrature, dont il sort diplômé en 2004,.
Il réalise une carrière dans le privé avant de rejoindre le Ministère burkinabè des Affaires étrangères en 2012. À partir de 2014, il entre à l'Assemblée nationale où il occupe diverses responsabilités administratives et protocolaires. En février 2020, il est nommé secrétaire exécutif du Comité interparlementaire du G5 Sahel,.
Après le coup d’État de janvier 2022 au Burkina Faso et l'arrivée du putschiste Paul Henri Damiba au pouvoir, Karamoko Jean-Marie Traoré est nommé le 5 mars 2022 ministre délégué auprès de la ministre des Affaires étrangères Olivia Rouamba, chargé de la Coopération régionale. Il prend officiellement ses fonctions au sein du gouvernement de transition le 11 mars.
Reconduit dans ses fonctions au sein du gouvernement Tambèla, il est finalement nommé ministre des Affaires étrangères, de la Coopération régionale et des Burkinabé de l’extérieur à l'occasion d'un remaniement, succédant à Olivia Rouamba le 19 décembre 2023,. Il conserve ce poste dans le gouvernement Ouédraogo en décembre 2024.